# Phaenolobus clavicornis
Phaenolobus clavicornis là một loài tò vò trong họ Ichneumonidae.